# ФК Гигант (Белене)
ФК „Гигант“ е футболен отбор от град Белене.
Основан е през 1947 г. Оттогава Гигант играе с променлив успех във Вгрупа. Първият голям успех е влизането в Северната Б група през 1962 г., където играе до 1966 г., когато изпада. Най-големият успех на Гигант през този период е класирането на 8 място през 1965 година, като отбора има 11 победи, 11 равенства и 12 загуби, при голова разлика 38:48. Следващото влизане в Б група е през 1976 година. Отборът изпада още същата година. Постигнатите резултати са: 19 място, 10 победи, 4 равни и 24 загуби, при голова разлика 46:84. След само един сезон в по-долната група Гигант отново се завръща в Б групата, но отново изпада само след една година. Това е и последното участие на отбора на такова равнище. Оттогава отборът играе с променлив успех в Северозападната В група, до 1997 година, когато поради липса на пари и спонсори, изпада в А окръжната група. Там 1 година отбора се люшка в безтегловно състояние, но следващия сезон, с помощта на Георги Обретенов, който е избран за президент, и след привличането на няколко добри футболисти и след убеждаването на няколко местни момчета, че отбора има бъдеще, следва шеметно завръщане във В групата. Решителният плейоф е в Горна Оряховица, където Гигант прегазва Вършец с 2:1. Отбора играе домакинските си мачове на стадион „Дунав“, с капацитет 5000 зрители. Основният екип на отбора е светлосин.
В момента отбора играе в А ОГ Плевен, като през сезон 2023/24 става шампион на групата, но поради липса на финанси не влиза в Северозападната Трета Лига.

## Успехи
- Шестнайсетинафиналист за купата на страната през 1960/61, 1963/64, 1964/65, 1969/70, 1971/72 и 1995/96 г.
- 8 място в Северната Б група през 1964/65 г.

## Стадион
Отборът играе срещите си на стадион „Дунав“. Той е със стандартни размери и вместимост 5000 души.

## Изявени футболисти
- Ангел Никифоров
- Емил Босилков
- Румен Врайков
- Калоян Ченков
- Захари Ганков
- Емил Станев – Китона
- Илиян Босилков
- Румен Максимов
- Милен Арнаудов
- Радослав Джантов
- Емил Цанев
- Даниел Дулев
- Георги Грозев
- Ивайло Вълков
- Зико Ферадов
- Детелин Ченешков – Монката
- Светлин Перников
- Михаил Михайлов-автомата

## Предишен състав
- Ивайло Лазаров – вратар
- Красимир Павлов – вратар
- Росен Петров – вратар
- Зико Ферадов – защитник
- Дмитрий Илиев – защитник
- Кирил Димитров – защитник
- Камен Димитров – защитник
- Емил Маринов – защитник
- Светлин Перников – дефанзивен халф
- Радослав Джантов – дефанзивен халф
- Михайл Михайлов – дефанзивен халф
- Велизар Мънев – дефанзивен халф
- Ивайло Господинов – дефанзивен халф
- Мирослав Панов – централен халф
- Анатолий Ангелов – централен халф
- Пламен Учанов – атакуващ халф
- Даниел Тонев – атакуващ халф
- Детелин Ченешков – нападател
- Румен Врайков – нападател
- Ангел Никифоров – нападател
- Даниел Манчев – нападател
- Румен Максимов – нападател
- Владислав Маринов – нападател

## Настоящсъстав
- Ивайло Лазаров – вратар
- Георги Миланов – защитник
- Радослав Джантов – защитник
- Емил Генов – защитник
- Момчил Врайков – нападател
- Светлин Перников – нападател
- Георги Георгиев – нападател
- Светослав Младенов – халф
- Николай Учанов – халф
- Борислав Панов – халф
- Ивайло Димитров - LamZe – халф
- Красимир Павлов – капитан